# Championnats d'Amérique du Sud de course en montagne et trail
Les championnats d'Amérique du Sud de course en montagne et trail sont une compétition de trail et course en montagne disputée chaque année depuis 2006 qui désigne un champion. Ils sont organisés par la Confédération sud-américaine d'athlétisme.

## Histoire
Les championnats sont créés en 2006 par la Confédération sud-américaine d'athlétisme (CONSULDATLE) sous la dénomination de championnats d'Amérique du Sud de course en montagne avec le soutien de l'Association mondiale de course en montagne (WMRA), devenant ainsi les troisièmes championnats continentaux de course en montagne après les championnats d'Europe et les championnats NACAC. Quatre nations sont présentes lors de la première édition, à savoir l'Argentine, le Brésil, la Colombie et le Venezuela.
L'édition 2013, organisée au Pérou connaît une très faible participation. Hormis la délégation locale, un seul athlète étranger, le Brésilien Wellington Bezerra da Silva, est présent. À la suite de cette édition décevante, la CONSULDATLE décide de ne plus reconduire les championnats.
Ils sont relancés en 2016 sans le soutien de la WMRA,. En 2017 pour la dixième édition, les championnats adoptent la dénomination de championnats d'Amérique du Sud de trail et course en montagne en y intégrant la discipline du trail.
L'édition 2020, est annulée en raison de la pandémie de Covid-19. Prévus en mars à Santiago, ils sont reportés à 2021. Agendée dans un premier temps aux 4 et 5 septembre, l'édition 2021 est reportée aux 16 et 17 octobre. Peu communicative sur le sujet, la Fédération chilienne d'athlétisme chargée d'organiser les championnats annonce tardivement que ces derniers sont annulés.
Agendée temporairement aux 9 et 10 avril toujours à Santiago, l'édition 2022 est finalement confiée à la Confédération argentine d’athlétisme qui organise les championnats les 13 et 14 août dans le cadre de la course Tierra de Gigantes à San Juan. De plus, afin de s'adapter aux nouveaux championnats du monde de course en montagne et trail, de nouvelles épreuves de kilomètre vertical et d'ultra-trail sont ajoutées au programme. L'unique épreuve de course en montagne est remplacée par deux épreuves, une en montée uniquement et une seconde en montée et descente,.
En 2023, seules trois épreuves sont organisées. Le kilomètre vertical et l'ultra-trail n'ont pas lieu.
En 2024, les championnats sont organisés sur deux sites en Argentine. Le K42 Adventure Marathon à Villa La Angostura accueille les épreuves de course en montagne classique et de trail court les 8 et 9 novembre. L'Ultra Trail de Merlo accueille les épreuves de kilomètre vertical, d'ultra-trail et juniors les 22 et 23 novembre à Villa de Merlo.

## Épreuves
Cinq épreuves sont définies pour l'édition 2022. Un kilomètre vertical, une course en montagne avec un parcours en montée seulement, une autre course en montagne avec un parcours en montée et descente, un trail court d'environ 35 km et un trail long d'environ 86 km. Une seule épreuve est prévue pour les juniors, la course en montagne en montée,.

## Éditions
| Édition | Année | Lieu                                                      | Pays                                                      | Date                                                      |
| ------- | ----- | --------------------------------------------------------- | --------------------------------------------------------- | --------------------------------------------------------- |
| 1re     | 2006  | Tunja, Boyacá                                             | Colombie                                                  | 19 août                                                   |
| 2e      | 2007  | Caracas, District capitale                                | Venezuela                                                 | 12 août                                                   |
| 3e      | 2008  | Caleu, Chacabuco                                          | Chili                                                     | 27 juillet                                                |
| 4e      | 2009  | Quito, Pichincha                                          | Équateur                                                  | 1er août                                                  |
| 5e      | 2010  | Mendoza, Mendoza                                          | Argentine                                                 | 27 novembre                                               |
| 6e      | 2011  | Caracas, District capitale                                | Venezuela                                                 | 7 août                                                    |
| 7e      | 2012  | Aratoca, Santander                                        | Colombie                                                  | 11 août                                                   |
| 8e      | 2013  | Cajamarca, Cajamarca                                      | Pérou                                                     | 21 juillet                                                |
| 9e      | 2016  | Caracas, District capitale                                | Venezuela                                                 | 23 octobre                                                |
| 10e     | 2017  | Villa La Angostura, Neuquén                               | Argentine                                                 | 17 et 18 novembre                                         |
| 11e     | 2018  | Minas, Lavalleja                                          | Uruguay                                                   | 1er décembre                                              |
| 12e     | 2019  | Caracas, District capitale                                | Venezuela                                                 | 1er septembre                                             |
| -       | 2020  | Championnats annulés en raison de la pandémie de Covid-19 | Championnats annulés en raison de la pandémie de Covid-19 | Championnats annulés en raison de la pandémie de Covid-19 |
| -       | 2021  | Championnats annulés en raison de la pandémie de Covid-19 | Championnats annulés en raison de la pandémie de Covid-19 | Championnats annulés en raison de la pandémie de Covid-19 |
| 13e     | 2022  | San Juan, San Juan                                        | Argentine                                                 | 13 et 14 août                                             |
| 14e     | 2023  | Tunja, Boyacá                                             | Colombie                                                  | 23 et 24 septembre                                        |
| 15e     | 2024  | Villa La Angostura, Neuquén Villa de Merlo, San Luis      | Argentine                                                 | 8 et 9 novembre 22 et 23 novembre                         |

## Palmarès

### Course en montagne

#### Hommes
| Édition | Or                      | Argent                      | Bronze                        |
| ------- | ----------------------- | --------------------------- | ----------------------------- |
| 2006    | Jacinto López           | Jhon Jairo Vargas           | Gladson Alberto Silva Barbosa |
| 2007    | Jhon Jairo Vargas       | Andy Carvallo               | Robert Lugo                   |
| 2008    | Patricio Contreras      | Christian Rogel             | Luis Santibáñez               |
| 2009    | Marco Almachi           | Stalin Barros               | Alexis Salazar Martinez       |
| 2010    | Pedro José Puente       | Alexis Salazar Martinez     | Neido Guillén                 |
| 2011    | Pedro Ramos             | Jhon Jairo Vargas           | Pedro José Puente             |
| 2012    | Jacinto López           | Jhon Jairo Vargas           | Pedro José Puente             |
| 2013    | Willy David Canchanya   | Rene Champi Huarca          | Emerson Trujillo Flores       |
| 2016    | Neido Guillén           | Edson Lima                  | Nicolás Herrera               |
| 2017    | Richar Calizaya Mamani  | Joseph Aime Ccori           | Richard Sosa                  |
| 2018    | Richard Sosa            | Moises Huilcca              | Rene Champi Huarca            |
| 2019    | Neido Guillén           | Luis Quintero               | Yohan Salcedo Trons           |
| 2022    | Javier Adolfo Carriqueo | Nahuel Luengo               | Diego Ignacio Díaz            |
| 2023    | Jonathan Castillo       | Augusto Giovanny Andrade    | Diego Armando Vera            |
| 2024    | Jonathan Castillo       | Oscar Paul Basantes Guañuna | David Nieva                   |

#### Femmes
| Édition | Or                      | Argent                    | Bronze                            |
| ------- | ----------------------- | ------------------------- | --------------------------------- |
| 2006    | Stella Castro           | Johana Riveros            | Ana Joaquina Rondón               |
| 2007    | María Eugenia Rodríguez | Cruz Salazar              | Martha Ronceria                   |
| 2008    | Susana Rebolledo        | Lorena Acosta             | Andrea Labra                      |
| 2009    | Rosa Alba Chacha        | María Eugenia Rodríguez   | Maria Paredes                     |
| 2010    | Cruz Salazar            | Eliona Delgado Castro     | Verónica Ramírez                  |
| 2011    | Mileydy Jaimes          | Yaritza Saavedra          | Rosa Méndez                       |
| 2012    | María Eugenia Rodríguez | Johana Riveros            | Angie Orjuela                     |
| 2013    | Jovana de la Cruz       | Eliona Delgado Castro     | Aleli Aparicio Armas              |
| 2016    | Cruz Salazar            | Rosa Méndez               | Liliana Pichardo                  |
| 2017    | Elizabeth Serrano Soria | Ruth Karina Basilio Pérez | Chiara Mainetti                   |
| 2018    | Thalía Valdivia         | Lía De León               | Mariana Burga                     |
| 2019    | Cruz Salazar            | Tanya Pacheco             | Rosa Méndez                       |
| 2022    | Chiara Mainetti         | Fernanda Erica Martínez   | Isabel Cristina Barriga           |
| 2023    | Ginary Camargo          | Rosa Godoy                | Alicia Cevallos                   |
| 2024    | Rosa Godoy              | Rocío Nathalia González   | María Fernanda Sánchez De La Cruz |

### Kilomètre vertical

#### Hommes
| Édition | Or                      | Argent         | Bronze        |
| ------- | ----------------------- | -------------- | ------------- |
| 2022    | Nicolas Lase            | Diego Díaz     | Gabriel Muñoz |
| 2024    | Wilfredo Calatayud Jura | Hugo Rodríguez | Ignacio Reyes |

#### Femmes
| Édition | Or                              | Argent          | Bronze                    |
| ------- | ------------------------------- | --------------- | ------------------------- |
| 2022    | Maria Florencia Milanesi Blanco | Nadia Bernardis | Macarena Cayuqueo         |
| 2024    | Camila Cioffi                   | Verónica Galván | Yeni Paola Morales Pulido |

### Trail

#### Hommes
| Édition | Or                              | Argent                   | Bronze                    |
| ------- | ------------------------------- | ------------------------ | ------------------------- |
| 2017    | Francisco Alexander Pino Astete | Emerson Trujillo Flores  | José Manuel Quispe Mallma |
| 2018    | Luis Valle                      | Darío Ríos               | Tomás Rivera              |
| 2019    | Jaime Ramírez                   | Beiker Martínez          | Guilmer Sánchez           |
| 2022    | Ezequiel Pauluzak               | Gaston Nicolas Cambareri | Nicolas Ignacio Benavides |
| 2023    | Said Hernán López               | Fernando Carranza        | Alvaro Quemaya            |
| 2024    | Joaquín Narvaez                 | Hugo Rodríguez           | Alexander Marcelo Olivo   |

#### Femmes
| Édition | Or                         | Argent               | Bronze                   |
| ------- | -------------------------- | -------------------- | ------------------------ |
| 2017    | Roxana Flores              | Soledad Solis Yanina | Yennifer Castro          |
| 2018    | Verónica Bravo             | Sara Mansilla        | Karmina Valenzuela       |
| 2019    | Hilenia Andrades           | Martha Rojas         | Yudith Castillo          |
| 2022    | Roxana Flores              | Paula Galíndez       | Katia Marus Sullca Amata |
| 2023    | Leidy Hormaza              | Yennifer Castro      | Florencia Iuorno         |
| 2024    | Blanca Maribel Llumiquinga | Roxana Flores        | Fernanda Martínez        |

### Ultra-trail

#### Hommes
| Édition | Or                    | Argent                  | Bronze              |
| ------- | --------------------- | ----------------------- | ------------------- |
| 2022    | Facundo Nuñer         | Fernando Ruben Mendieta | Luis Estebán Soto   |
| 2024    | Célio Augusto da Rosa | Fernando Ruben Mendieta | Maximiliano Vázquez |

#### Femmes
| Édition | Or                | Argent                   | Bronze                            |
| ------- | ----------------- | ------------------------ | --------------------------------- |
| 2022    | Tania Diaz Slater | Claudia Verónica Ramirez | Anabel Estefanía Oviedo Zelarayán |
| 2024    | Ayelén Liberal    | Anabel Oviedo Zelarayán  | Susany Perardt                    |